# Анні-Фрід Лінгстад
Анні-Фрід Лінгстад (швед. Anni-Frid Synni Lyngstad, народилася 15 листопада 1945 року в Баллангені, Норвегія) — шведська співачка німецько-норвезького походження, відома як солістка групи ABBA. З 1992 року після шлюбу — принцеса Анні-Фрід Ройсс фон Плауен.

## Особисте життя
Анні-Фрід народилася 15 листопада 1945 року в результаті роману одруженого німецького військовослужбовця Альфреда Гаазе, який перебував у Норвегії у складі німецьких окупаційних військ, та 18-річної Сюнні Лингстад (19 червня 1926 — †28 вересня 1947). Це сталося в самому кінці Другої світової війни.
Навесні 1947 року Анні-Фрід з бабусею Агні покинули Норвегію, побоюючись реакції оточуючих, що дуже погано ставилися до тих, хто мав зв'язок з окупантами. Таким чином вони опинилися в Швеції в Торсгеллі неподалік від Ескільстуни. Її мати переїхала до Швеції і якийсь час працювала там, поки не захворіла і померла від ниркової недостатності у віці приблизно 21 років. Батько обіцяв після війни повернутися до Норвегії, але не зробив цього. Анні-Фрід виховувала бабуся, якій доводилося багато працювати, щоб прогодувати себе і онуку.
Анні-Фрід думала, що її батько загинув, опинившись на судні, потопленому американцями. Але коли в 1977 році німецький журнал «Браво» опублікував її фотографії разом з прізвищем її батька, виявилося, що він живий і проживає в Німеччині. Анні-Фрід і батько кілька разів бачилися, але не підтримують відносин.
3 квітня 1963 17-річна Лінгстад одружилася з продавцем і музикантом Рагнаром Фредрікссоном. Народила двох дітей: Ганса Рагнара (26 січня 1963) та Енн Лісу-Лотте (25 лютого 1967). Розійшлася незабаром після народження дочки і офіційно розлучилася 19 травня 1970. У той же день померла 71-річна бабуся Агні.
У травні 1969-го Лінгстад зустріла Бенні Андерссона. З 1971 року вони жили разом, одружилися офіційно 6 жовтня 1978 року, коли «ABBA» була на піку популярності. Розлучилися в 1981 році.
У 1982 році Лінгстад залишила Швецію і переїхала до Лондона. Протягом 1984 року йшов запис її альбому «Shine» у Парижі. Ходили чутки, що вона зустрічалася з багатьма чоловіками. Потім в 1986 році переїхала у Швейцарію, де й живе дотепер.

## Музична кар'єра
Анні-Фрід почала свою кар'єру в 1958 році у віці 13 років як поп-співачка в стилі «дансбенд». Пізніше вона приєдналася до гурту, який грав джаз, виконуючи кавер-версії пісень таких виконавців, як Гленн Міллер, Дюк Еллінгтон і Каунт Бейсі. Її кумирами тоді були співачки Елла Фіцджеральд і Пегі Лі. У 1963 році вона створила власну групу «Anni-Frid Four».
У листопаді 2005 року, коли Анні-Фрід відзначала 16-річчя, студія Universal Records випустила набір дисків з усіма сольними альбомами Анні-Фрід, а також DVD (тривалістю більше 3 годин) з її розповіддю про музичну кар'єру і безліччю рідкісних кліпів, записів телевізійних виступів та відеоматеріалами для її сольних альбомів.
Анні-Фрід завжди була любителькою міняти колір волосся. Спочатку вона була шатенкою, але в 1976 році в кліпі «Knowing Me, Knowing You» видно, що вона пофарбувала волосся в яскраво-рудий колір. У кліпі «Chiquitita» у неї темно-червоне волосся. У кліпі «SOS» Анні-Фрід теж з рудим волоссям. У кліпі «Dancing Queen» у неї чорне волосся. В останні 2 роки існування «ABBA» Анні-Фрід постриглася коротко і пофарбувала волосся в рожевий колір. Після групи «ABBA» вона все також продовжувала експериментувати. У кліпах 90-х років у Анні-Фрід було червоно-меліроване волосся. У наші дні Анні-Фрід стала блондинкою і більше не експериментує з волоссям.

## Принцеса
26 серпня 1992 Анні-Фрід Лінгстад одружилася зі своїм давнім другом, принцом Генріхом Руццо Ройсс фон Плауен (нім. Heinrich Ruzzo, Prinz Reuss von Plauen) (24 травня 1950 — †29 жовтня 1999). З тих пір вона офіційно іменується Її Світлість принцеса Анні-Фрід Ройсс фон Плауен. Принц Генріх помер від раку в 1999 році, а 13 січня 1998 року дочка Ліса-Лотта загинула в автомобільній аварії в Лівонії, поблизу Детройта (США).
Оскільки її чоловік був студентом в тій же школі, що і Король Швеції, принцеса Ройсс стала близькою подругою Шведської королівської родини. Зараз принцеса займається благодійністю і захистом навколишнього середовища. В одному з інтерв'ю (2005 року) вона сказала, що не має інтересу до продовження музичної кар'єри.